# Futebol de 5 nos Jogos Paralímpicos de Verão de 2008
O torneio de futebol de 5 dos Jogos Paraolímpicos de Verão de 2008 foi disputado entre 7 de setembro e 17 de setembro no Estádio de Hóquei do Olympic Green, em Pequim, na China.

## Medalhistas
|  | BRA Brasil |  | CHN China |  | ARG Argentina |
|  | Jefferson Gonçalves Damião Robson João Batista Silva Marcos Felipe Mizael Oliveira Ricardo Alves Sandro Laina Severino Silva Andreonni Farias Rego Fabio Ribeiro Vasconcelos |  | Qiang Zhang Xinqiang Yang Wenfa Zheng Xiaoqiang Li Shanyong Chen Zhoubin Wang Yutan Yu Yafeng Wang Zheng Wei Zheng Xia |  | Gonzalo Abbas Hachache Diego Cerega Ivan Figueroa Jose Luis Jimenez Dario Lencina Gustavo Maidana Lucas Rodriguez Silvio Velo Antonio Mendoza Eduardo Diaz |

## Qualificação
| Torneio                          | Vagas | CPN                          |
| -------------------------------- | ----- | ---------------------------- |
| Campeonato Mundial               | 1     | ARG Argentina                |
| Torneio Classificatório da Ásia  | 1     | KOR Coreia do Sul            |
| Jogos Parapan-americanos de 2007 | 1     | BRA Brasil                   |
| Torneio Classificatório Europeu  | 2     | GBR Grã-Bretanha ESP Espanha |
| País-sede                        | 1     | CHN China                    |

## Resultados

### Primeira fase
| Equipe            | Pts | J | V | E | D | GP | GC | SG  |
| ----------------- | --- | - | - | - | - | -- | -- | --- |
| CHN China         | 13  | 5 | 4 | 1 | 0 | 7  | 1  | +6  |
| BRA Brasil        | 11  | 5 | 3 | 2 | 0 | 10 | 1  | +9  |
| ARG Argentina     | 10  | 5 | 3 | 1 | 1 | 7  | 2  | +5  |
| ESP Espanha       | 4   | 5 | 1 | 1 | 3 | 5  | 7  | -2  |
| GBR Grã-Bretanha  | 3   | 5 | 1 | 0 | 4 | 4  | 15 | -11 |
| KOR Coreia do Sul | 0   | 5 | 0 | 1 | 4 | 3  | 10 | -7  |

|     | CHN | BRA | ARG | ESP | GBR | KOR |
| --- | --- | --- | --- | --- | --- | --- |
| CHN | --- | 1:1 | 1:0 | 1:0 | 3:0 | 1:0 |
| BRA | 1:1 | --- | 0:0 | 1:0 | 5:0 | 3:0 |
| ARG | 0:1 | 0:0 | --- | 2:0 | 3:1 | 2:0 |
| ESP | 0:1 | 0:1 | 0:2 | --- | 3:1 | 2:2 |
| GBR | 0:3 | 0:5 | 1:3 | 1:3 | --- | 2:1 |
| KOR | 0:1 | 0:3 | 0:2 | 2:2 | 1:2 | --- |

### Fase final

#### Disputa do 5° lugar
| 17 de setembro de 2008 9:00 | Grã-Bretanha GBR | 1 – 1 | KOR Coreia do Sul | Estádio de Hóquei do Olympic Green, Pequim |
|                             |                  |       |                   |                                            |

#### Disputa do bronze
| 17 de setembro de 2008 11:00 | Argentina ARG | 1 – 1 | ESP Espanha | Estádio de Hóquei do Olympic Green, Pequim |
|                              |               |       |             |                                            |

#### Disputa do ouro
| 17 de setembro de 2008 13:00 | China CHN | 1 – 2 | BRA Brasil | Estádio de Hóquei do Olympic Green, Pequim |
|                              |           |       |            |                                            |